# Kizgui
Kizgui (en rus: Кизги) és un poble de Baixkíria, a Rússia, que en el cens del 2010 tenia 168 habitants. Pertany al districte d'Arkhànguelskoie.